# 磁束
磁束（じそく、英語：magnetic flux、磁気誘導束とも言う）とは、ある面についてそれを通過する磁気の総量である。磁場の強さの捉え方/表し方のひとつである。電荷に対する電束と同様に、磁荷との対応が明確であり、1(Wb)の磁荷からは同じく1(Wb)の磁束が周囲へ常に伸びている。
磁場は、電流のもたらす磁場と電流に作用する磁場とを区別する必要があるが、磁束は、もっぱら「電流に作用する」磁場を指し、もう一方の「電流のもたらす磁場」を単に「磁場」ないしは「磁界」と呼んで区別する。

## 定義
磁束は空間内の任意の曲面を通り抜ける磁場の流束である。なお、流線に相当するものは磁束線である。定義上は磁束は磁束線の本数と同一とされる（ただしこれは実際に絵に書くという意味ではない[要確認]）。概念定義のうえは、閉じた面についての磁束はその面に囲まれた内部の磁荷の総量と等しいとされる。ただし、現実の物理においては、磁束の起点や終点となりうる磁気単極子は今日まで見つかっていないため磁束に起点や終点はなく、磁束線は常に閉曲線であり、1個の閉局面における磁束は常にゼロである。

### 磁束密度との関係
磁束はもっぱら磁束密度で扱われる。向き付けられた任意の曲面 S を考える。
この曲面を通り抜ける磁束 Φ は次の式で表される。
{\displaystyle \Phi =\int _{S}{\boldsymbol {B}}\cdot d{\boldsymbol {S}}}
ここで B は磁束密度である。dS は面積要素でその向きは曲面の法線を向く。

## 磁束の保存
起点や終点となりうる磁気単極子が存在しないと仮定すれば、空間内の任意の領域の境界面を通り抜ける磁束は常に 0 となる。
{\displaystyle \oint _{\partial V}{\boldsymbol {B}}\cdot d{\boldsymbol {S}}=0}
この式に発散定理を用いれば
{\displaystyle \nabla \cdot {\boldsymbol {B}}=0}
が得られる。この式はマクスウェルの方程式の一つである。

## 電磁誘導の法則
閉回路に誘導される起電力は、その回路を境界に持つ曲面を貫く磁束の時間変化に比例する。
{\displaystyle V=-{\frac {d\Phi }{dt}}}
これをファラデーの電磁誘導の法則という。

## 磁束の量子化
例としてリング状の超伝導体を考えたとき、超伝導体そのものはマイスナー効果により内部に磁束が入ることは出来ないが、リングの穴の部分を通ることは可能である。しかし、この穴を通る磁束は
{\displaystyle \phi _{0}={\frac {h}{2e}}=2.067~833~848\times 10^{-15}~{\text{Wb}}}（2018CODATA推奨値）
の整数倍の値しか取ることが出来ない。ここで、h はプランク定数、e は素電荷である。このように、超伝導リングを通ることができる磁束の量が離散的な値になることを「磁束の量子化」と呼び、その最小単位である φ0 を磁束量子と呼ぶ。磁束の源が超伝導電流であることに起因する現象であり、超伝導を特徴づける重要な特性の一つに挙げられる。リング状でなくとも、例えば第二種超伝導体の内部へ侵入した磁束は、量子化された磁束量子となる。（量子渦を参照）
量子化した磁束は、1961年にディーバー、フェアバンクら、及びドール、ネーバーらによって独立に観察された。
上記の構成を入れ替え、磁束を閉じ込めたリング状の常伝導体を超伝導体で取り囲んだ場合も、常伝導体内に閉じ込められた磁束が量子化されることが知られている。

### ドール、ネーバーらの方法
直径10マイクロメートルの水晶棒側面に鉛を蒸着することで鉛製の円柱を作り、円柱が横になるようにクライオスタット内に水晶繊維で吊るす。ある外部磁場（凍結磁場）Bf 中でこの円柱を超伝導転移温度以下まで冷却し、外部磁場を取り除くと、円柱に永久電流による磁束がトラップされた状態になる。この磁束の磁気モーメントを、円柱の測定磁場 Bm 下での振動周期から評価すると、磁束量子の整数倍の値しかとらない。